# Tajfun (komiks)
Tajfun – bohater komiksowy stworzony przez Tadeusza Raczkiewicza.
Najlepszy agent Kosmicznej Agencji Wywiadowczej Nino jest dobrze zbudowanym, wąsatym blondynem. Odznacza się znajomością sztuk walki i umiejętnościami detektywistycznymi. W jego zespole występują dwie kobiety – blondynka Maar i brunetka Kriss.

## Historia
W czerwcu 1976 roku gdy Tadeusz Raczkiewicz zaczął tworzyć dla „Świata Młodych” komiksową adaptację Kawalera de Lagardère, Jerzy Dąbrowski z redakcji odrzucił pomysł, mówiąc że na adaptacje książek nie ma popytu i zasugerował Raczkiewiczowi stworzenie własnej postaci. W tym samym czasie Grzegorz Rosiński powiedział Raczkiewiczowi, że najlepiej jest robić komiksy fantastycznonaukowe, ponieważ nie trzeba trzymać się realiów historycznych.
Dla Raczkiewicza, który w tamtym czasie wykonywał rysunki do innych scenariuszy i gotowych materiałów książkowych, był to debiut scenarzysty komiksowego. Przyznał, że historię o Tajfunie wymyślił w dwa dni. Po ułożeniu fabuły zastanawiał się nad imieniem głównego bohatera: „Zastanawiałem się nad różnymi imionami, wtedy była oczywiście moda na imiona amerykańskie. Ja chciałem wymyślić coś naszego, ale jednocześnie uniwersalnego i tak pojawił się Tajfun, czyli wiadomo – huragan”. Kolejnym elementem było dodanie dwóch towarzyszek Tajfunowi: „Jak widziałem komiksy amerykańskie, to występowali tam właściwie sami bohaterowie... (...) Pomyślałem, że nie chcę w moim komiksie samotnego męskiego bohatera. Może by tak jakiś przyjaciel, ale przyjaciel to kojarzyłoby się z... (śmiech) no to może dwie przyjaciółki? To może jednej dałbym na imię Kriss, takie ciekawe imię, a drugiej nietypowe... Maar, nie tam Jola, Ola...” Korzystając też z ówczesnej mody na filmy o sztukach walki i pomocy sąsiada karateki, Raczkiewicz wprowadził dla komiksu elementy sztuk walki.
Seria okazała ogromnym sukcesem i cieszyła się gigantyczną popularnością wśród czytelników. Jednak Raczkiewicz nie zdawał sobie sprawy z popularności Tajfuna i był zdziwiony dużą liczbą fanów podczas wizyty w Łodzi na XV Międzynarodowym Festiwalu Komiksu i Gier w Łodzi w 2005 roku. Ówczesny wydawca „Świata Młodych” nigdy nie przekazywał mu listów od fanów i jak sam przyznał po latach, gdyby wiedział, pisałby dalsze odcinki. W 1989 roku Raczkiewicz rozważył wydać m.in. Tajfuna w formie albumowej dla KAW. Z powodu przemian ustrojowych plany się nie urzeczywistniły. Kolejne fiaska nastąpiły w przypadku czasopism „Old Baron” i „Komiks – Fantastyka”.
W 2006 roku wydawnictwo Mandragora wydało zbiorcze wydanie trzech pierwszych historii z Tajfunem. W związku z zaginięciem oryginalnych plansz nowe kolory wykonał Filip Wiśniowski. Wydanie spotkało się z powszechną krytyką, w tym samego Raczkiewicza: „To nie to. Kolory są ładne, ale właśnie za ładne, za idealne. Nie widać żadnych pomyłek”.
W maju 2012 roku wydawnictwo Ongrys wydało albumowe wersje Monstrum i Na tropie Skorpiona, album Jądro / Synonim zła składający się z dwóch nieukończonych historii, Jądro i Synonim zła oraz zbiór krótkich epizodów ze scenariuszami Łukasza Chmielewskiego, Piotra Ponaczewnego i Macieja Szatki pt. Bez kompromisów. W 2013 roku wydany został premierowy materiał ze scenariuszem Łukasza Chmielewskiego. W 2014 roku wydawnictwo Ongrys podczas XXV Międzynarodowego Festiwalu Komiksu i Gier w Łodzi wydało reedycję pierwszego odcinka Zagadka układu C-2 z nowym kolorowaniem przygotowanym już przez samego Raczkiewicza. Uroczystej premierze towarzyszyła okazjonalna broszura 30 lat Tajfuna – W hołdzie Tadeuszowi Raczkiewiczowi. W 2017 został wznowiony album Jądro / Synonim.
W 2019 roku wydawnictwo Planeta Komiksów opublikowało album Tajfun: Nowe przygody. Antologia będący antologią komiksową stworzoną przez innych autorów. Album, pierwotnie pomyślany jako prezent na 70. urodziny twórcy, zadedykowano Tadeuszowi Raczkiewiczowi, zmarłemu 25 lutego 2019 roku.

## Publikacje

### Wydania prasowe
- Zagadka układu C-2 – Świat Młodych #105-127/1983, Świat Młodych #10-32/1990[1]
- Afera Bradleya – Świat Młodych #123-145/1985[1]
- Na tropie Skorpiona – Świat Młodych #123-144/1987, Express ilustrowany 1988[1]
- Monstrum – Świat Młodych #43-63, 65/1988[1]

### Wydania albumowe
- Tajfun. Wydanie kolekcjonerskie (zawiera Zagadkę układu C-2, Aferę Bradleya, Na tropie Skorpiona) – Mandragora 2006[1]
- Monstrum – Ongrys 2012
- Na tropie Skorpiona – Ongrys 2012
- Jądro / Synonim zła – Ongrys 2012, 2017
- Bez kompromisów – Ongrys 2012
- Nowe reguły gry – Ongrys 2013
- 30 lat Tajfuna: W hołdzie Tadeuszowi Raczkiewiczowi – Ongrys 2014
- Zagadka układu C – Ongrys 2014
- Tajfun: Nowe przygody. Antologia – Planeta Komiksów  2019